# Liste der Stolpersteine in Berlin-Niederschönhausen
Die Liste der Stolpersteine in Berlin-Niederschönhausen enthält die Stolpersteine im Berliner Ortsteil Niederschönhausen im Bezirk Pankow, die an das Schicksal der Menschen erinnern, die im Nationalsozialismus ermordet, deportiert, vertrieben oder in den Suizid getrieben wurden. Die Tabelle erfasst insgesamt 19 Stolpersteine und ist teilweise sortierbar; die Grundsortierung erfolgt alphabetisch nach dem Familiennamen.
| Bild | Person                       | Adresse und Koordinate ()                                                    | Adresse und Koordinate () | Verlegedatum  | Information |
| ---- | ---------------------------- | ---------------------------------------------------------------------------- | ------------------------- | ------------- | --- |
|      | Erna Aufrecht (1901–1942)    | Eichenstraße 16                                                              | 52.585905 13.395771       | 13. Nov. 2015 | Erna Goldstein, geboren am 11. Juni 1901 in Berlin; verheiratet mit Hermann Aufrecht; Deportation am 14. November 1941 mit dem 5. Transport in das Ghetto Minsk, 1942 ermordet |
|      | Herbert Aufrecht (1929–1943) | Eichenstraße 16                                                              | 52.585905 13.395772       | 13. Nov. 2015 | Herbert Aufrecht, geboren am 19. Januar 1929 in Berlin, Sohn von Erna und Hermann Aufrecht; zur Zeit der Volkszählung 1939 im nicht weit entfernten jüdischen Waisenhaus in der Berliner Straße 120–121 gemeldet; Deportation am 14. November 1941 mit dem 5. Transport in das Ghetto Minsk, 1942 ermordet |
|      | Hermann Aufrecht (1899–1942) | Eichenstraße 16                                                              | 52.585905 13.395773       | 13. Nov. 2015 | Hermann Aufrecht, geboren am 22. Juli 1899 in Berlin; verheiratet mit Erna Goldstein; 1935 nach Jugoslawien emigriert; vom 11. November 1938 im Gefängnis Berlin-Moabit inhaftiert, am 23. Januar 1939 in das Strafgefängnis Berlin-Tegel verlegt, am 30. August 1939 entlassen; Deportation am 14. November 1941 mit dem 5. Transport in das Ghetto Minsk, 1942 ermordet |
|      | Margot Aufrecht (1925–1988)  | Eichenstraße 16                                                              | 52.585905 13.395774       | 13. Nov. 2015 | Margot Aufrecht, geboren am 29. September 1925 in Berlin, Tochter von Erna und Hermann Aufrecht; verheiratete Greenberg; Deportation am 14. November 1941 mit dem 5. Transport in das Ghetto Minsk, 1945 in Bergen-Belsen befreit; überlebte den Holocaust; am 31. März 1988 in Melbourne verstorben |
|      | Elfriede Eckstein (1906–?)   | Treskowstraße 59                                                             | 52.581896 13.396674       | 24. Okt. 2012 | Elfriede Eckstein, geboren am 13. August 1906 in Berlin-Niederschönhausen, Tochter von Max und Ida Eckstein; Stenotypistin, seit Mitte der 1930er Jahre gemeinsam mit ihrer Mutter Eigentümerin des Hauses Treskowstraße 59; am 3. März 1943 mit dem 33. Osttransport nach Auschwitz deportiert und dort ermordet |
|      | Ida Eckstein (1872–1942)     | Treskowstraße 59                                                             | 52.581895 13.396673       | 24. Okt. 2012 | Ida Frank, geboren am 30. Januar 1872 in Sandersleben, verheiratet mit dem Kaufmann Max Eckstein; seit 1911/12 verwitwet, erbte das Haus Treskowstraße 59 von ihrem Mann; am 10. September 1942 mit dem 61. Alterstransport (I/63) nach Theresienstadt deportiert; von Theresienstadt am 29. September 1942 mit Transport Bs ins Vernichtungslager Treblinka deportiert und dort ermordet |
|      | Ilse Grünberger              | Heegermühler Weg 8                                                           |                           | 24. Aug. 2021 | |
|      | Charlotte Jacob (1891–1940)  | Treskowstraße 1                                                              | 52.581326 13.399473       | 12. Sep. 2008 | Charlotte Meyer, geboren am 23. Mai 1891 in Braunschweig, Tochter von William Meyer; verheiratet mit Leopold Jacob, hatten zusammen drei Kinder, kümmerte sich um den Haushalt; nahm sich am 21. Mai 1940 zusammen mit ihrem Mann in der Wohnung durch Gas das Leben, das Ehepaar wurde auf dem jüdischen Friedhof in Weißensee bestattet; von mindestens einem Sohn, Willi Jacob, ist durch seine Angaben in der zentralen Datenbank von Yad Vashem bekannt, dass er den Holocaust überlebte |
|      | Leopold Jacob (1873–1940)    | Treskowstraße 1                                                              | 52.581325 13.399472       | 12. Sep. 2008 | Leopold Jacob, geboren am 20. Mai 1873 in Oschersleben, Sohn von Moritz Jacob; verheiratet mit Charlotte Meyer, hatten zusammen drei Kinder, vom Beruf Schlächter; nahm sich am 21. Mai 1940 zusammen mit seiner Frau in der Wohnung durch Gas das Leben, das Ehepaar wurde auf dem jüdischen Friedhof in Weißensee bestattet; von mindestens einem Sohn, Willi Jacob, ist durch seine Angaben in der zentralen Datenbank von Yad Vashem bekannt, dass er den Holocaust überlebte             |
|      | Arno Jacobsohn               | Dietzgenstraße 20                                                            |                           | 24. Sep. 2016 | |
|      | Cäcilie Jacobsohn            | Dietzgenstraße 20                                                            |                           | 24. Sep. 2016 | |
|      | Ruth Jacobsohn               | Dietzgenstraße 20                                                            |                           | 24. Sep. 2016 | |
|      | Siegfried Jacobsohn          | Dietzgenstraße 20                                                            |                           | 24. Sep. 2016 | |
|      | Alexander Königswerther      | Pastor-Niemöller-Platz 2                                                     |                           | 27. Nov. 2018 | |
|      | Else Lilienfeld              | Kuckhoffstraße 73                                                            |                           | 9. März 2025  | |
|      | Simon Lilienfeld             | Kuckhoffstraße 73                                                            |                           | 9. März 2025  | |
|      | Tylla Warneck (1880–?)       | Heinrich-Mann-Straße 11/13 früher Podbielskistraße ab 1937 Seckendorffstraße | 52.571645 13.396259       | 24. Okt. 2012 | Tylla Goldstein (oder Gold, oder Grünfeld), geboren am 5. Dezember 1880 in Krakau; heiratete den Ingenieur und späteren Direktor Walter Warneck; seit circa 1924 verwitwet; Abteilungsleiterin im KaDeWe; am 28. März 1942 mit dem XI. Transport ins Durchgangsghetto in Piaski deportiert und vermutlich im Vernichtungslager Belzec ermordet |
|      | Fritz Wöhrer                 | Sachsenstraße 24                                                             |                           | 5. Dez. 2017  | |
|      | Hildegard Wöltge             | Siegfriedstraße 19                                                           |                           | 9. Okt. 2022  | |